# Guillem Catà

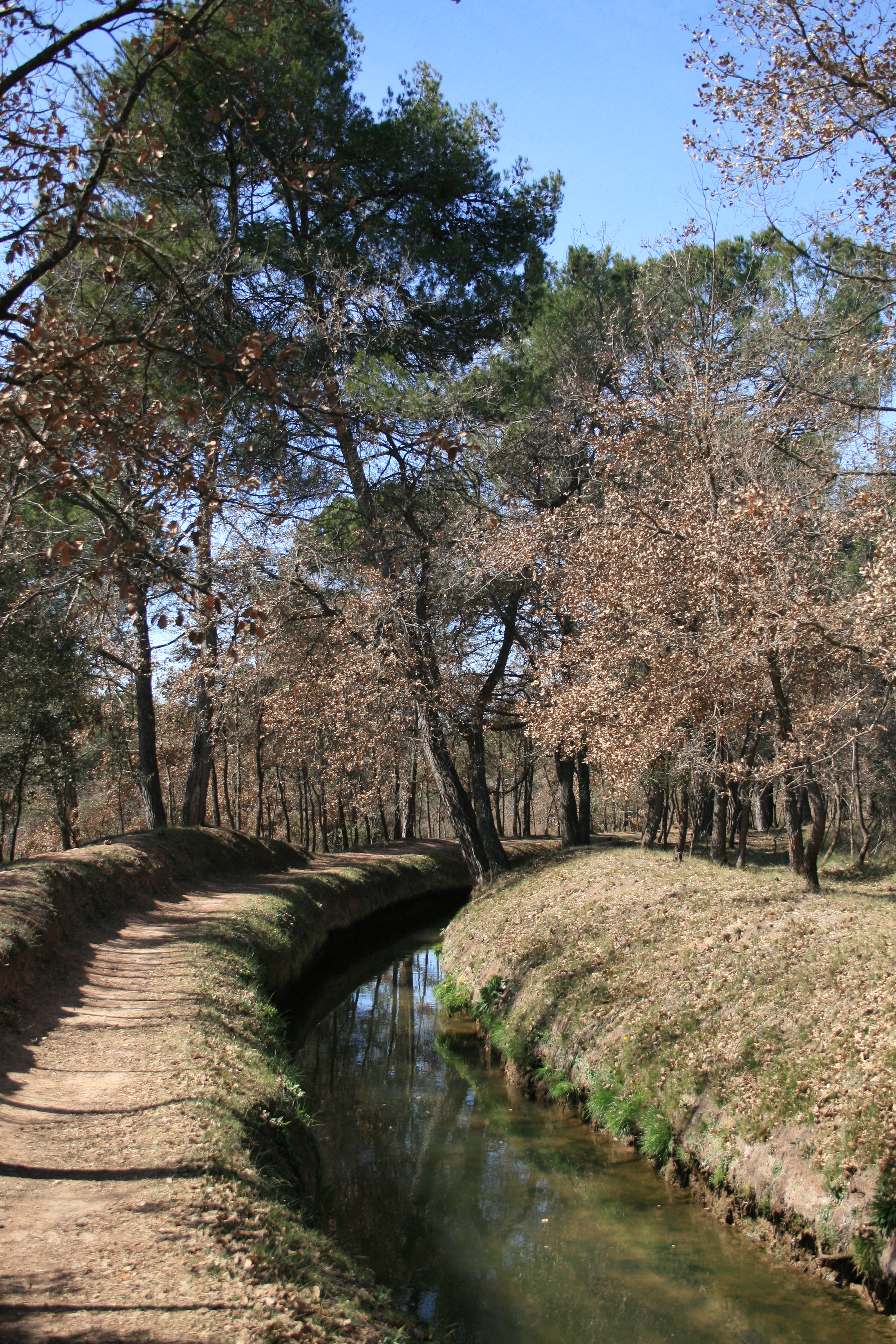
Séquia de Manresa

Guillem Catà (Barcelona, segle XIV), fill de Berenguer Catà (mestre d'obres) i de Caterina del Mas, fou un arquitecte («mestre major» o «liniador»). Se sap que fou natural de Barcelona, però se'n desconeixen les dates de naixement i de mort; se sap que el 1339 fou contractat pel municipi de Manresa, probablement amb 40 anys d'edat; i el 1351 consta que encara vivia i estava en tràmits per a cobrar alguns deutes de part del consistori manresà. En qualsevol cas, va fer el seu aprenentatge al costat del mestre de pedra Bernat del Coll, i posteriorment al taller del mestre Raimon Vilella sota la direcció del qual va treballar fent els fonaments de Santa Maria del Mar i en la construcció d'algunes cases a Barcelona, Girona i Vic, així com d'un pont de quatre arcades sobre el riu Llobregat.
Un cop obtingut el títol d'arquitecte (o «mestre major»), devia aconseguir una certa reputació professional, ja que consta que el 1346 l'Infant Jaume (germà del rei Pere III) el requerí en una ocasió per a fer treballs «en alguns llocs del comtat d'Urgell».
No obstant, allò que el va fer realment conegut és que va ser nomenat el «mestre major» per a planificar, fer els estudis d'anivellament del terreny, i finalment dirigir la construcció de la Séquia de Manresa (1339-1383). El bisbe de Vic, Galcerà Sacosta l'esmenta personalment a l'escrit d'excomunió als Consellers manresans per la controvèrsia sobre la séquia i l'extensa direcció que es volia donar al canal de l'aigua en terrenys de propietat del bisbat. En la planificació i direcció de la Séquia de Manresa va comptar, com ajudants, amb els germans Simó i Pere de Rodener (sembla que lleidatans); i també hi treballà un fill seu. Degut a unes desavinences amb el consistori manresà, el juliol de 1350 fou rellevat del seu càrrec, però l'obra de la Séquia ja estava molt avançada i es prosseguí seguint la planificació prevista per Guillem Catà.
En el segon contracta o preu-fet que es feu l'any 1345 per la construcció de la Séquia, hi veiem figurar Guillem Catà, mestre major, amb les següents paraules: «Y com sie deduhit a nostres ohidos que vos Guillèm Catà qui molt temps a esta part sabeu molt bé que cosa es la dita obra».